# Catalog Albums
Catalog Albums або Top Pop Catalog Albums — тижневий американський хіт-парад продажів «каталожних» музичних альбомів, що публікується в часописі «Білборд» починаючи з 1991 року. «Альбомами з каталогу» вважаються ті записи, що вийшли понад 18 місяців тому.

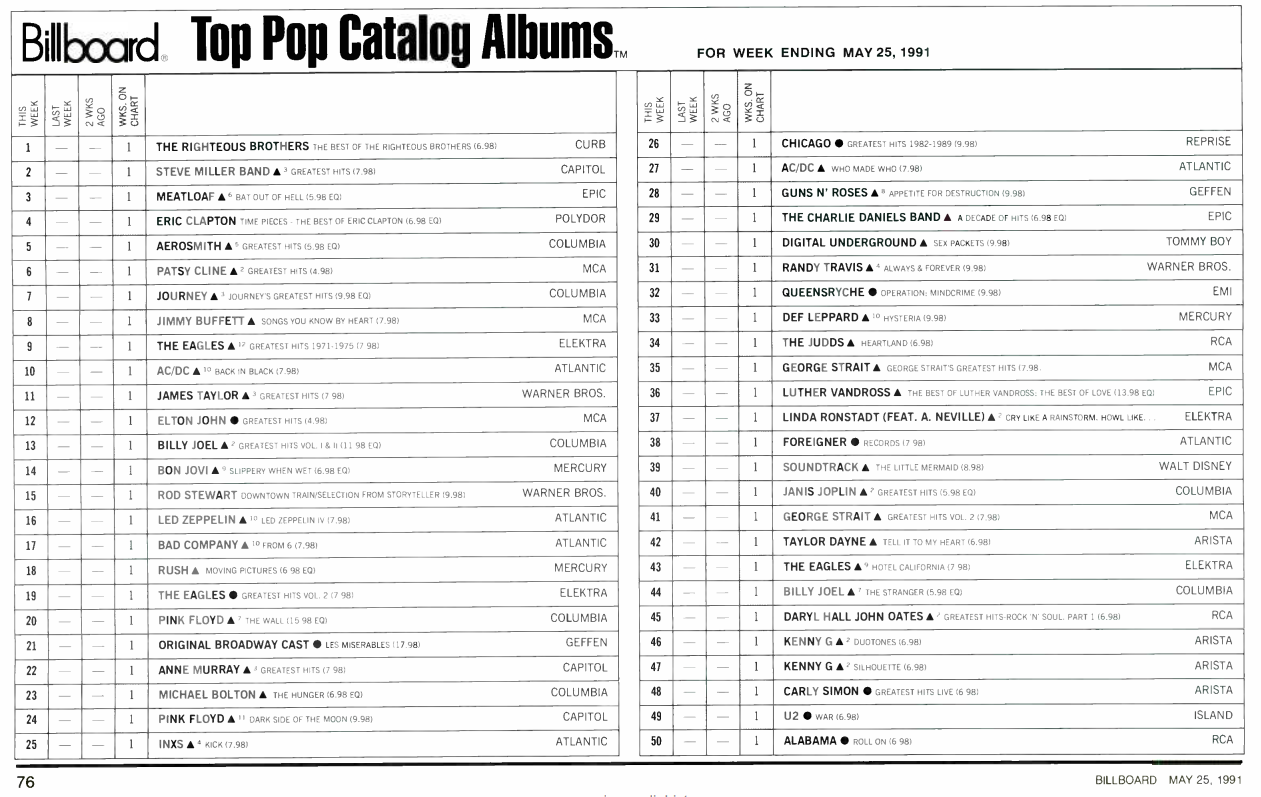
Перший випуск хіт-параду Top Pop Catalog Albums (25 травня 1991 року)

Чарт Catalog Albums вперше з'явився в номері «Білборд» від 25 червня 1991 року. Його створення збіглося з революційною зміною у формулі підрахунку популярності альбомів у головному тижневому чарті США. Якщо до цього продавці надавали дані про продажі телефоном, то починаючи з цього випуску Billboard запровадив автоматичну систему, що базувалась на штрих-кодах проданих альбомів. Першими двома чартами, які використали нову схему підрахунку, стали Top Pop Albums та Top Country Albums.
Одночасно з запровадженнями нової системи, видавці «Білборд» були занепокоєні тим, щоб відбивати в основних чартах лише нових талановитих виконавців. Через це було вирішено прибрати з чартів альбоми, які вже потрапляли до чартів раніше, зникали на деякий час і знову ставали хітами продажів пізніше. Ці альбоми було вирішено виділити в окремі чарти — Top Pop Catalog Albums (50 позицій) та Top Country Catalog Albums (25 позицій).
Одразу після створення чартів Catalog Albums «альбомами з каталогу» стали вважатись платівки, що вийшли понад два роки тому і не знаходились в жодному іншому чарті Billboard. В 1993 році критерії включення було переглянуто: дворічний термін залишився без змін, але альбом мав не входити до верхньої сотні у Billboard 200. У 2000 році зі списку «каталожних» виключили альбоми, які містили сингли, що залишались популярними на радіо. Нарешті, у 2008 році під впливом великих компаній дистриб'юторів музичних записів термін, після якого альбом потрапляв до «каталогу», скоротили до 18 місяців.
У 2003 році Billboard створив новий хіт-парад Comprehensive Albums, що містив як нові релізи, так і альбоми з каталогу. У 2009 році було вирішено, що об'єднаний список має стати основним альбомним чартом США, тому цю методологію повністю відтворили в Billboard 200, а список, що містив тільки нові альбоми, продовжив існування як чарт Top Current Albums.